# Galmudug

Bandeira de Galmudug.

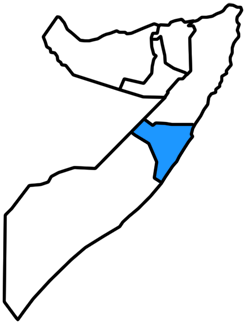
Localização de Galmudug.

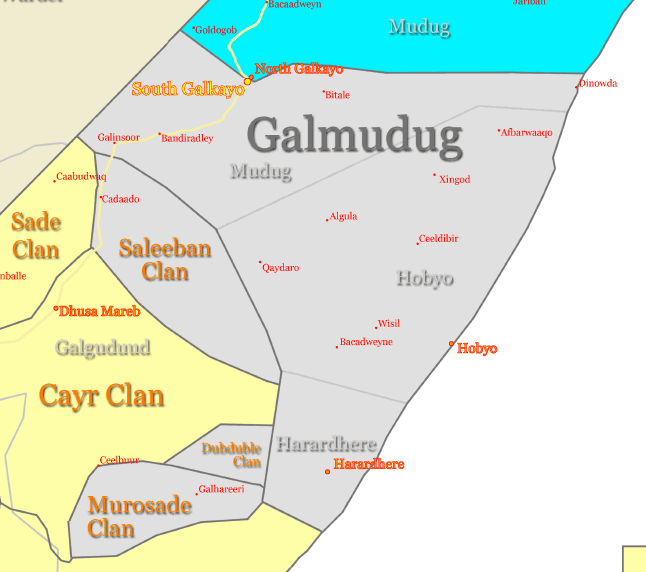
Mapa de Galmudug.

Galmudug (em árabe: جلمدج; em italiano: Galmudugh), oficialmente Estado de Galmudug da Somália, é um estado-membro federal no centro da Somália, com capital em Dhusamareb. Faz divisa ao norte com o estado de Puntlândia, na Somália, a oeste com a Região Somali da Etiópia, a leste com o Oceano Índico e ao sul com o estado de Hirshabelle, na Somália. Consistindo na região de Galgaduud e na região de Mudug, sua denominação é derivada de uma fusão dos nomes das duas regiões.. Galmudug é um estado federal dentro República Federal da Somália, conforme definido pela constituição provisória.

## Subdivisões
Galmudug, dividiu a parte sul da região somali de Mudug em três regiões. Abaixo regiões e respectivos distritos ocupados:
- Região de Mudug:
  - Galcayo do Sul (capital da região e de Galmudug)
  - Galinsoor
  - Bandiiradley
  - Algula
  - Bitale
  - Dinowda

- Região de Hobyo:
  - Hobyo (capital da região)
  - Afbarwaaqo
  - Wisil
  - Bacaadweyne
  - Qaydaro
  - Ceeldibir
  - Xingod

- Região de Harardhere:
  - Harardhere (capital da região)

## História
O estado de Galmudug foi estabelecido em 14 de agosto de 2006 pelos veteranos do  clã Sacad em Gaalkacyo. Inicialmente circundava os distritos de Gaalkacyo e Abudwaq, para onde o ex-comandande militar Abdi Qebdiid tinha fugido para reconstruir sua base de poder após sua expulsão de Mogadíscio pela União das Cortes Islâmicas (ICU).
- Abdi Qebdiid tornou-se o líder das forças militares de Galmudug, a Força de Defesa de Galmudug.
- Mohamed Warsame Ali 'Kiimiko' foi eleito presidente.

Como Gaalkacyo é a capital da região de Mudug e Abudwaq era a última parte de Galguduud não controlada, na época, pelo ICU, o estado foi denominado Galmudug (Galguduud e Mudug). Este nome foi provavelmente escolhido antes da invasão da maior parte de Galguduub e Mudug pelo ICU. A cidade portuária de Hobyo (Mudug) optou por se juntar a Galmudug após a expulsão dos militares piratas de sua costa em 16 de agosto de 2006, aumentando o tamanho do estado para três distritos.
Galmudug perdeu os distritos de Hobyo e Abudwaq em novembro de 2006 devido a ofensiva do ICU contra Abdi Qeybdiid. Forças etíopes e de Puntlândia se juntaram para impedir que o ICU capturasse também o distrito de Gaalkacyo. 
Em 25 de dezembro de 2006, na Batalha de Bandiradley, a junta formada por forças da Etiópia, Puntlândia e Galmudug capturou as cidade de Bandiradley (Mudug) e Adado (Galguduud) do ICU.
Com o colapso do ICU, Galmudug manteve a metade sul do distrito de Gaalkacyo, recuperou os dois distritos perdidos, Hobyo e Abudwaq, e agregou ainda os distritos de Dusamareb, Adado, El Bur e Harardere, elevando a importância de Galmudug ao nível dos outros estados da Somália.